# GV (компанія)
GV, раніше Google Ventures — венчурний фонд. Є інвестиційним підрозділом Alphabet Inc., що надає стартове фінансування підприємствам для зростання технологічних компаній. Фірма працює незалежно від Google і здійснює управління інвестиційними рішеннями. GV інвестує в стартапи в різних областях, починаючи від Інтернету, програмного забезпечення і до устаткування для наук про життя, охорони здоров'я, штучного інтелекту, транспорту, інформаційної безпеки та сільського господарства.
Група була створена 31 березня 2009 року, з статутним капіталом в 100 млн.дол. В 2012 році ця цифра зросла до $300 млн на рік, і $2 млрд під управлінням фонду. у 2014 році група оголосила про плани інвестувати в перспективні європейські стартапи $125 млн.
GV має представництва в Маунтін-В'ю, Сан-Франциско, Нью-Йорку, Кембриджі і Лондоні.

## Історія
GV була заснована як Google Ventures в 2009. У грудні 2015 року компанія була перейменована в GV і представила новий логотип.

## Модель послуг
GV була однією з перших венчурних компаній, що використала модель венчурних послуг. Вона забезпечує портфелю компаній доступ до оперативної допомоги після прийняття фінансових інвестицій. Експерти GV постійно працюють над дизайном, продукт-менеджментом, маркетингом, інженерією та рекрутингом, компаній в які інвестують..
GV здійснює інтенсивний п'ятиденний процес проектування, який називається Design Sprint, який допомагає стартапам швидко вирішувати проблеми.